# 2918 Salazar
2918 Salazar (1980 TU4) là một tiểu hành tinh vành đai chính được phát hiện ngày 9 tháng 10 năm 1980 bởi C. Shoemaker ở Palomar.